# جينس هانسن
جينس هانسن (بالإنجليزية: Janis Hansen)‏ هي ممثلة أمريكية، ولدت في 14 يونيو 1941.

## وصلات خارجية
- جينس هانسن على موقع IMDb (الإنجليزية)
- جينس هانسن على موقع قاعدة بيانات برودواي على الإنترنت (الإنجليزية)
- جينس هانسن على موقع قاعدة بيانات الفيلم (الإنجليزية)